# Adolf Roos
Adolf Roos (* 1888 in Basel; † 1974 ebenda) war ein Schweizer Arzt und Zahnarzt. Er widmete sich zeitlebens der Ernährungs- und Kariesforschung, indem er die Zusammenhänge zwischen Ernährung und Zahnkaries untersuchte.

## Leben
Adolf Roos verbrachte den grössten Teil seines Lebens in Basel. Nach der Matur am Humanistischen Gymnasium studierte er vorerst Humanmedizin in Basel (Staatsexamen 1913). Nach Stationen als Assistent am Pathologisch-anatomischen Institut in Basel und am Kreisspital in Samedan machte er zusätzlich ein Studium in Zahnheilkunde in Zürich (Staatsexamen 1919). Nach einer Assistenzzeit bei Giovanni Ambrogio Stoppany am Zahnmedizinischen Institut in Zürich eröffnete er eine Zahnarztpraxis in Basel. Roos war Mitglied der Eidg. Kommission für Kriegsernährung und leitete als Sanitätsoffizier im Majorsrang die Armeezahnkliniken Luzern und Interlaken.
Adolf Roos war mit der Krankenschwester Paulette Roos-Comtesse (1902–1974) verheiratet. Sie unterstützte ihren Ehemann zeitlebens bei seinen Forschungsarbeiten.

## Forschung
Neben der Tätigkeit in der eigenen Praxis erforschte Roos mit grosser Energie als Privatgelehrter die Zusammenhänge zwischen Ernährung und Zahnkaries. Über einen Zeitraum von drei Jahrzehnten führte Roos in Goms Studien durch, die den Einfluss der Ernährung auf die Zahngesundheit und die allgemeine Gesundheit untersuchten. Durch die Öffnung des Gomsertals nach dem Bau der Furkabahn kam die Gomser Bevölkerung in den Genuss einer Vielzahl neuer Lebensmittel. Ihre ursprünglich vollwertige Getreidekost wich rasch Weissbrot, Pasta und Haushaltszucker. Dadurch verschlechterte sich die robuste Gesundheit der Talbewohner innert kurzer Zeit signifikant. Die Gomser wurden anfälliger für diverse Krankheiten, und auch eine Zunahme von Karies wurde beobachtet.
Mit seinen «monumentalen Studien», so der Historiker Bernhard C. Schär, nahm Roos massgeblich an der zeitgenössischen Debatte unter den Zahnärzten teil, dass die Krankheit der Zähne auf eine Krankheit der Zivilisation verwies. Seine Befunde in Goms bestätigten ihn in seiner Überzeugung, «dass wir modernen Menschen mit unseren vielgerühmten Fortschritten auf ein Nebengeleise geraten sind und dass der Fortschritt im Grunde genommen vielfach eine Illusion darstellt». In seiner abschliessenden Studie von 1962 hielt er deshalb fest: «Kulturzerfall und Zahnverderbnis stehen in engstem Zusammenhang miteinander.»

## Geschichte von VOLRO
Im Jahr 1927 entwickelte Adolf Roos gemeinsam mit dem Basler-Läckerli-Fabrikanten Karl Jakob den gesunden Vollkorn-Roggen-Cracker VOLRO. Sie setzten sich dabei zum Ziel, speziell für Kinder zahnbaufördernde und schmackhafte Nahrungsmittel anzubieten. Zu Beginn war der Cracker ein Erfolg und wurde auch mit einem Plakat von Otto Plattner beworben. Die Produktion wurde während der Rationierung im Zweiten Weltkrieg eingestellt. Jakob’s Basler Leckerly hat die Produktion im Jahr 2024 wieder aufgenommen und wurde mit dem Innovationspreis der Genusswoche Basel ausgezeichnet.

## Auszeichnungen
Adolf Roos erhielt für sein wissenschaftliches Werk zahlreiche Ehrungen. Im Jahr 1952 wurde er zum Ehrenmitglied der Royal Society of Medicine in London ernannt. Die medizinische Fakultät der Universität Genf verlieh ihm 1956 den Titel Doctor honoris causa der Zahnheilkunde, und die Schweizerische Zahnärzte-Gesellschaft ernannte ihn im selben Jahr zu ihrem Ehrenmitglied.

## Veröffentlichungen (Auswahl)
- Die Zahnkaries der Gomserkinder (1937)
- Kulturzerfall und Zahnverderbnis (1962)
- Die Kriegsernährung in ihrer Bedeutung für die Entwicklung der Zahnkaries in der Schweiz (1950)